# 3C 438
3سي 438 هيَ مجرة زايفرت تتواجد في كوكبة الدجاجة.